# Leuskarivier
De Leuskarivier (Zweeds: Leuskajoki) is een rivier, die stroomt in de Zweedse  gemeente Kiruna. De rivier dient als afwateringsrivier van een aantal meren en moerassen. De rivier stroomt naar het noorden door onbewoond gebied. De Leuskarivier is een zijrivier van de Puolisrivier.